# Alto del Caracol
El alto del Caracol es un pequeño paso de montaña que une los valles cántabros de Miera y Pisueña, concretamente las localidades de San Roque de Riomiera y Selaya. Se encuentra dentro de la Comarca de los Valles Pasiegos, a 815 m s. n. m.
Subiendo desde Selaya hay un pueblo: Campillo, donde se pueden encontrar buenos ejemplos de cabañas pasiegas. Cerca de dicha localidad hay un mirador.